# 김홍륙
김홍륙(金鴻陸, 1838년 ~ 1898년 10월 10일)은 조선 말기의 역관이다.
함경도에서 태어났다. 천민 출신이었으나 블라디보스토크를 내왕하며 러시아어를 익혀 역관으로 특채되었다. 1894년부터 이듬해 사이에 이범진이 러시아공사 베베르와 조약을 체결할 때 조선 유일의 러시아어 통역관으로서 활약하였다. 1895년에는 임최수·안경수 등과 춘생문 사건을 일으켰다. 1896년 아관파천 때에는 비서원승으로 있으면서 고종과 러시아공사 베베르 사이에 통역을 맡아보았다.
그 뒤 고종의 각별한 총애를 받으면서 권세를 함부로 행사하고, 뇌물을 탈취하여 백성들의 원성이 자자하였다. 윤용선 내각에서 학부협판으로 승진되고, 1898년 친러파의 몰락으로 관직에서 물러났다. 그러나 고종의 총애와 러시아의 세력을 배경으로 온갖 전횡을 자행하는 한편, 궁궐을 무상출입하고 독립협회를 헐뜯었다. 동년 8월, 러시아와의 통상에서 거액을 착복한 사실이 드러나서 전라남도 흑산도로 유배를 가게 되었다.
그러나 떠나기 직전에 원한을 품고 고종이 즐겨 마시는 커피에 아편을 넣어 살해하려고 한 독살사건이 발각되자, 반역죄로 참수되었다.